# 4585 Ainonai
4585 Ainonai eller 1990 KQ är en asteroid i huvudbältet som upptäcktes den 16 maj 1990 av de båda japanska astronomerna Kazuro Watanabe och Kin Endate vid Kitami-observatoriet. Den är uppkallad efter Ainonai i Japan.
Asteroiden har en diameter på ungefär 10 kilometer och den tillhör asteroidgruppen Chloris.